# Burcardo il Barbuto
Burcardo il Barbuto, in francese Bouchard le Barbu (... – 1020), figlio di Burcardo († 987) di Bray-sur-Seine e d'Ildegarda di Blois, figlia di Tebaldo I di Blois, conte di Chartres e di Brie.

## Biografia
Era un nobile del periodo dei primi re Capetingi, verso l'inizio dell'XI secolo. Fu signore di Montmorency, d' Écouen, di Marly-le-Roi, di Feuillarde e di Château-Basset.
Il suo nome è di origine germanica e lo si trova nei nomi del comune di Plessis-Bouchard, sito ad est di Montmorency in Val-d'Oise.
Fu il fondatore della famiglia che diede alla Francia sei connestabili, dodici marescialli e quattro ammiragli e che fu una delle più illustri famiglie del Paese.  Nel XII secolo essa prese il nome di Montmorency e si attribuì il titolo (per altro mai divenuto ufficiale) di «primi baroni cristiani». 
Egli lottò contro l'imperatore Ottone II a fianco del re Lotario e vide l'ascesa al trono di Ugo Capeto.
Installatosi sull'isola di Saint Denis, sulla Senna, imponeva il pedaggio alle imbarcazioni ivi transitanti, incluse quelle dell'Abbazia di Saint-Denis. Di questo l'abate Vivian si lamentò presso il re Roberto il Pio, figlio di Ugo Capeto.   Ebbe quindi luogo un processo regale che opponeva a Burcardo l'abate Vivian. Il re, per punire Burcardo e nello stesso tempo allontanarlo, gli impose di cambiare il suo possesso sull'isola di Saint Denis con il castello ormai in rovina di Montmorency, insieme ai possedimenti ad esso connessi. Di qui ebbe inizio la fortuna del Montmorency.

## Matrimonio e figli
Burcardo sposò una certa Idelinda, vedova di Ugo di Château-Basset, dalla quale ebbe quattro figli:
- Burcardo († 1042), divenuto signore di Montmorency e di Marly
- Alberico († v. 1060), connestabile di Francia (il primo conestabile della famiglia Montmorency)
- Focaldo, signore di Banterlu
- Gelduino